# Megobaralipton suturale
Megobaralipton suturale är en skalbaggsart som först beskrevs av Fisher 1935.  Megobaralipton suturale ingår i släktet Megobaralipton och familjen långhorningar. Inga underarter finns listade i Catalogue of Life.